# 스톤마운틴

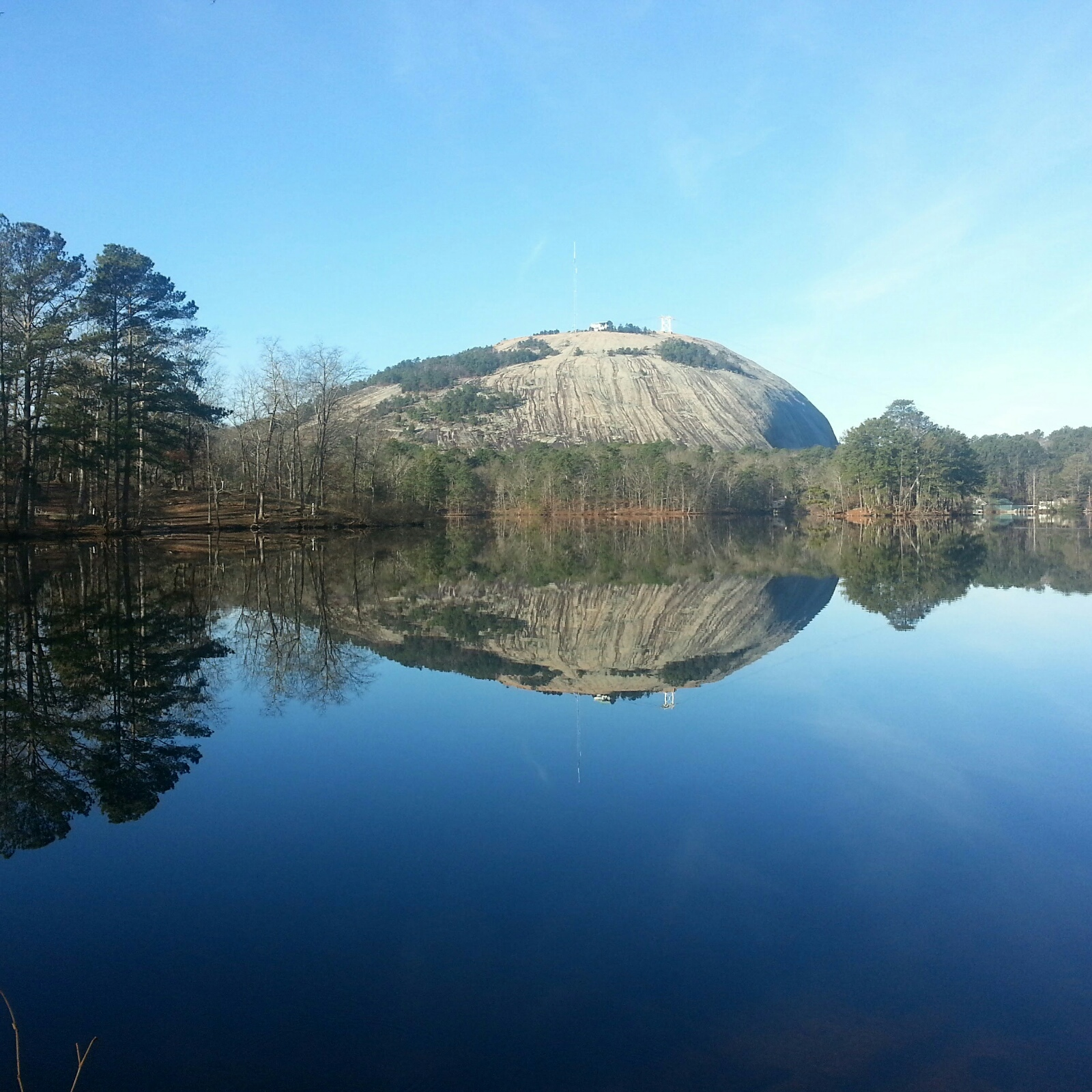
거리를 두고 본 산의 모습

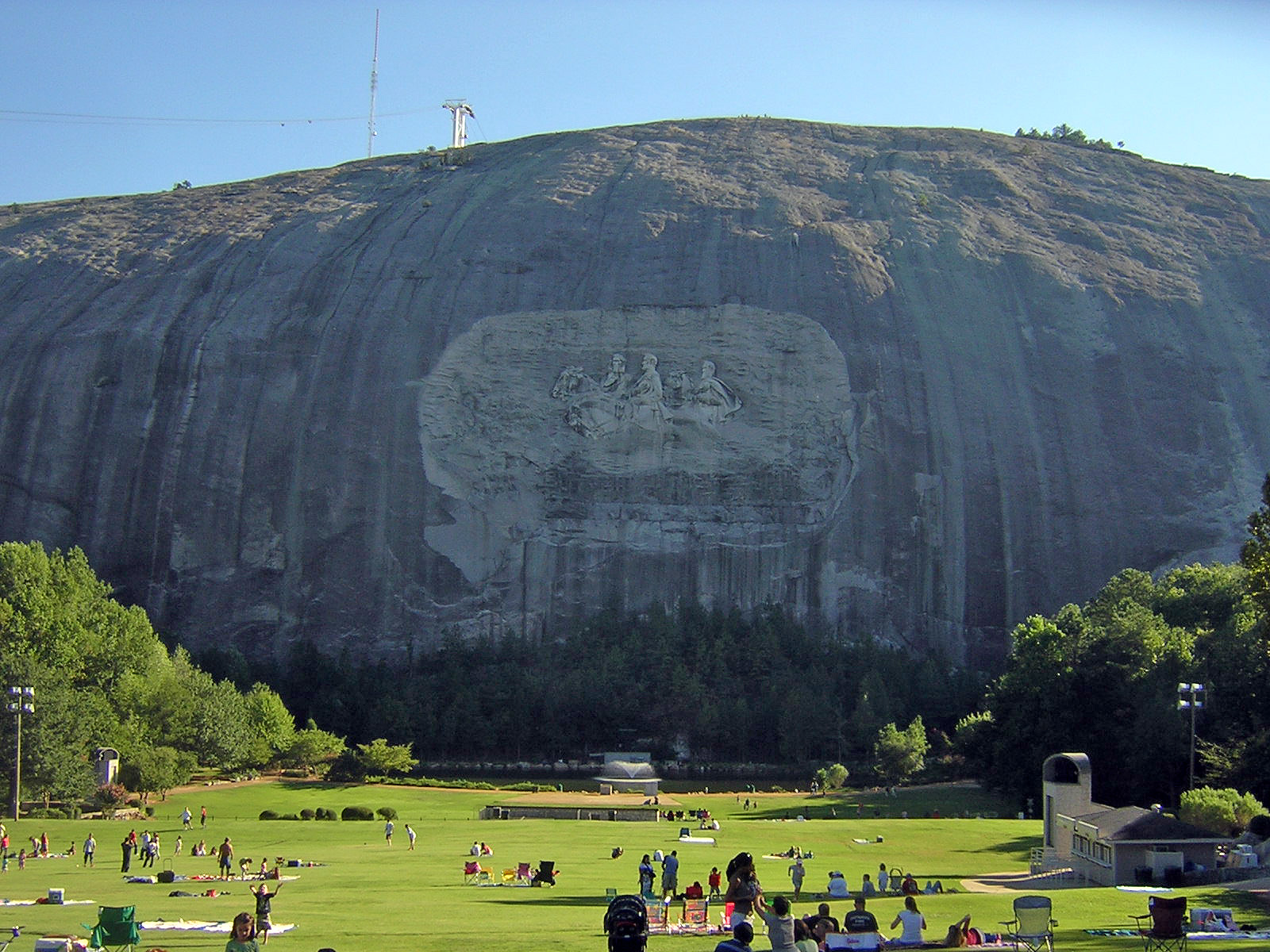
근접해서 본 산의 모습

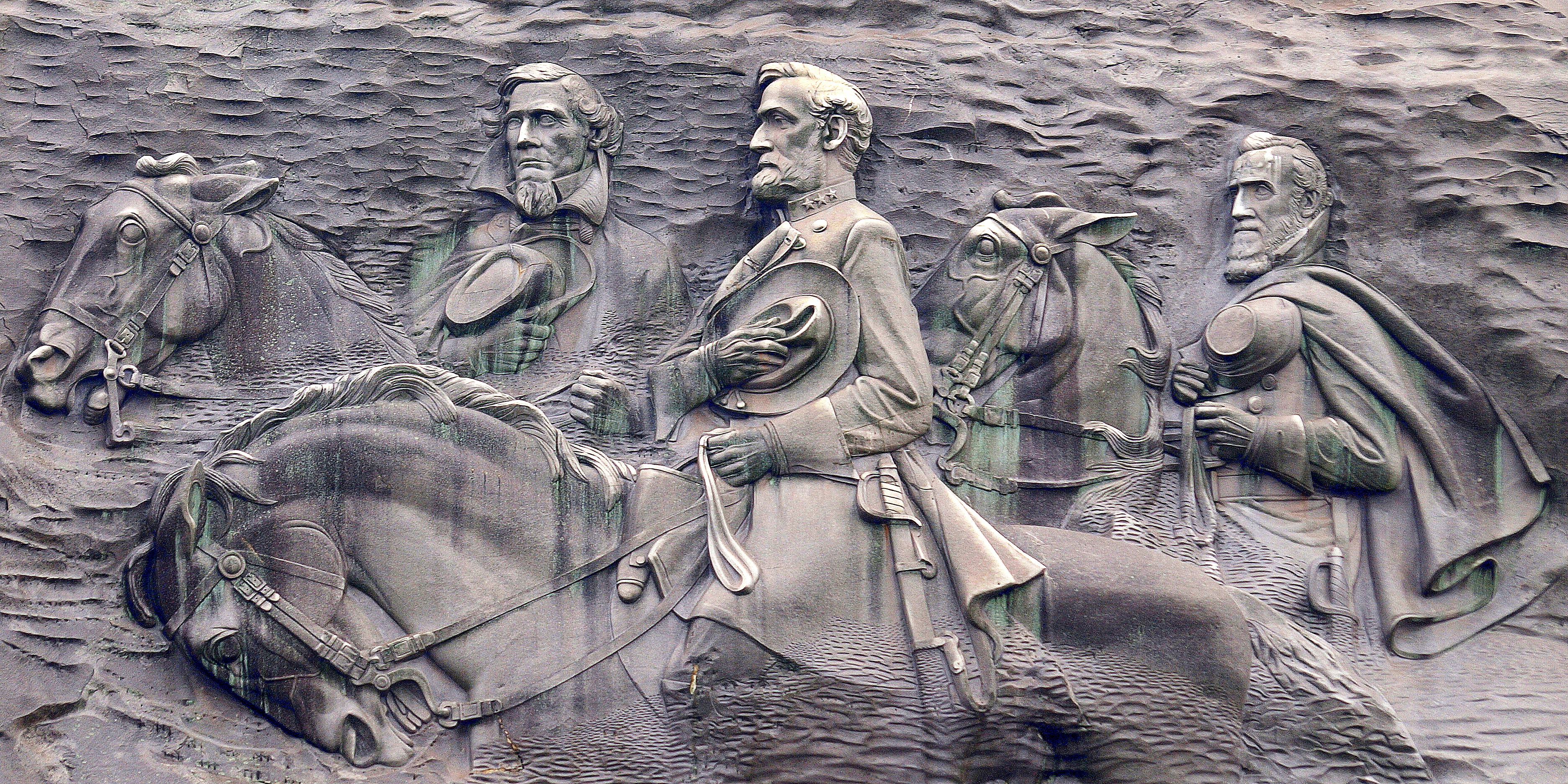
산 북쪽 면의 석각

스톤마운틴(Stone Mountain)은 미국 조지아주 스톤마운틴시 주변의 스톤마운틴파크(Stone Mountain Park)의 지역이자 잔구이다. 이 공원은 조지아주가 소유하고 있으며 허셴드 패밀리 엔터테인먼트(Herschend Family Entertainment)가 관리하고 있다. 정상 높이는 해발 514미터이다. 스톤마운틴은 그 지질학적인 부분뿐 아니라 세계 최대의 얕은 양각 예술품으로서 북쪽 면의 석각으로도 잘 알려져 있다. 제퍼슨 데이비스, 로버트 E. 리, 스톤월 잭슨 등의 인물이 조각되었다. 쿠 클럭스 클랜이 창시한 지역으로, NAACP 총장은 이 지역을 "백인 우월주의자들에게 세계 역사상 최대의 성지"로 지칭했다.